# 田口弼一
田口 弼一（たぐち すけいち、1882年（明治15年）10月8日 - 1953年（昭和28年）10月20日）は、日本の官僚、政治家。法学博士。

## 経歴
昭和前期に1930年から8年にわたり衆議院書記官長を務め、藤沢幾之輔、中村啓次郎、秋田清、浜田国松、冨田幸次郎、小山松寿の6代の議長を補佐し、議会振粛のために尽力した。この期間は、濱口内閣から第1次近衛内閣までに当たり、民政党・政友会の二大政党による政党内閣とその終焉（五・一五事件、1932年）、満洲事変・満州国建国（1931年～1933年）、二・二六事件（1936年）、斎藤隆夫の粛軍演説（1936年5月7日）、帝国議会議事堂の竣工（1936年11月7日）、日中戦争の勃発（1937年）があった時期である。
その退任後、貴族院議員となり、終戦直後の衆議院議員選挙法改正案の審議の際には特別委員となる等、国政審議に参加した。公職追放の対象となったが、解除された後、全国選挙管理委員会予備委員を務めた。
著書に、『委員会制度の研究』（1939年、岩波書店）、『帝国議会の話』（1931年、啓成社）、『地方議会運営論』（1951年、有斐閣）がある。本籍は大分県宇佐郡糸口村（後、四日市町を経て現宇佐市）。号は「醒軒」。正三位勲二等。

## 履歴
- 明治44年（1911年）
  - 10月:東京帝国大学法科大学卒業
- 大正元年（1912年）
  - 11月:文官高等試験合格
- 大正2年（1913年）
  - 2月4日:福島県信夫郡書記兼福島県属
  - 9月5日:専任福島県属
- 大正3年（1914年）
  - 6月10日:任大分県大分郡長、叙高等官七等、六級俸下賜
  - 7月20日:叙従七位
- 大正5年（1916年）
  - 3月2日:任大分県理事官、叙高等官七等、九級俸下賜
  - 7月27日:陞叙高等官六等
  - 8月21日:叙正七位
  - 12月25日:八級俸下賜
- 大正7年（1918年）
  - 6月21日:任衆議院書記官、叙高等官六等、七級俸下賜、速記課長を命ず
  - 9月2日:大分県下へ出張を命ず（口達）
  - 9月18日:西比利亜及支那へ出張被仰付
  - 11月18日:議事課兼務を命ず、文官普通懲戒委員普通試験委員を命ず
- 大正8年（1919年）
  - 3月31日:兼任内務省参事官、叙高等官六等
  - 6月6日:六級俸下賜
  - 12月19日:陞叙高等官五等（内務省参事官）
- 大正9年（1920年）
  - 1月20日:叙従六位
  - 2月21日:陞叙高等官五等　五級俸下賜
  - 8月18日:官等俸給令中改正（勅令第257号）
  - 11月1日:大正四年乃至九年事件の功に依り金200円を賜う
  - 11月2日:大正三年乃至九年戦役従軍記章令の旨に依り従軍記章を授与せらる
  - 11月12日:委員課長を命ず、議事課兼務もとのごとし
- 大正10年（1921年）
  - 3月31日:四級俸下賜
  - 5月9日:議事課長中村藤兵衛不在中同課長代理を命ず
  - 9月26日:支那へ出張を命ず
  - 12月19日:陞叙高等官四等
  - 12月28日:陞叙高等官四等（内務省参事官）
- 大正11年（1922年）
  - 1月10日:叙正六位
  - 1月11日:庶務課長兼委員課長を命ず、議事課兼務もとのごとし
  - 1月13日:官報報告主任を命ず
  - 1月16日:兼任臨時議院建築局事務官、叙高等官四等、臨時議院建築局長官官房勤務を命ず
  - 3月3日:三級俸下賜
  - 5月26日:欧米各国へ出張を命ず
  - 6月2日:兼任臨時議院建築局書記官、叙高等官四等、免兼臨時議院建築局事務官、臨時議院建築局長官官房勤務を命ず
- 大正12年（1923年）
  - 3月31日:二級俸下賜
  - 9月12日:議事課長兼庶務課長警務課長を命ず、普通試験委員長を命ず
  - 12月19日:陞叙高等官三等
- 大正13年（1924年）
  - 3月29日:叙従五位
  - 4月5日:一級俸下賜
  - 5月31日:兼庶務課長を免ず
  - 6月7日:依願免兼臨時議院建築局書記官
  - 7月18日:庶務課長大木操樺太及亜港出張中同課長代理を命ず
  - 12月20日:勅令第316号に依り内務省参事官廃官
  - 12月23日:官報報告主任を免ず
- 大正14年（1925年）
  - 8月3日:欧米各国へ出張を命ず
  - 8月7日:欧米各国に於ける議院並中央諸官衙の建築に関する調査を嘱託す
- 昭和2年（1927年）
  - 7月2日:庶務課長大木操出張不在中同課長代理を命ず
- 昭和3年（1928年）
  - 7月31日:大礼使典儀官被仰付
  - 9月24日:兼任行政裁判所評定官、叙高等官三等
  - 10月29日:大礼行幸供奉被仰付
  - 11月10日:大礼記念章下賜
  - 12月26日:大礼事務格別勉励に付賞賜す（金150円）
- 昭和4年（1929年）
  - 4月12日:叙正五位
  - 6月29日:衆議院書記官長中村藤兵衛欧州各国へ出張不在中代理を命ず
  - 7月1日:陞叙高等官二等（行政裁判所評定官）
  - 8月1日:叙勲四等授瑞宝章
- 昭和5年（1930年）
  - 4月5日:任衆議院書記官長、叙高等官二等、賜二級俸
  - 5月21日:衆議院議員選挙革正審議会幹事被仰付
- 昭和6年（1931年）
  - 3月1日:帝都復興記念章を授与せらる
  - 6月1日:勅令第99号に依り俸給令改正（二等二級4650円）
  - 6月30日:賜一級俸
  - 11月24日:陞叙高等官一等
  - 12月11日:叙勲三等授瑞宝章
- 昭和7年（1932年）
  - 5月2日:叙従四位
  - 7月14日:法制審議会臨時委員被仰付
- 昭和9年（1934年）
  - 3月1日:満洲国皇帝陛下より贈与したる建国功労章を受領し及び佩用するを允許せらる
  - 4月29日:昭和六年乃至九年事変（満洲事変）に於ける功に依り勲二等瑞宝章及賜金850円を授け賜う
- 昭和10年（1935年）
  - 9月21日:満洲国皇帝陛下より贈与したる満洲帝国皇帝訪日紀念章を受領し及び佩用するを允許せらる
  - 9月23日:法制審議会臨時委員被免
  - 10月26日:愛知県下へ出張を命ず
- 昭和11年（1936年）
  - 7月2日:年俸600円加賜
  - 7月15日:議院制度調査会委員被仰付、選挙制度調査会委員被仰付
- 昭和12年（1937年）
  - 5月15日:叙正四位
- 昭和13年（1938年）
  - 4月2日:依願免本官、貴族院令第1条第4号に依り貴族院議員に任ず
  - 4月12日:叙従三位
- 昭和14年（1939年）
  - 2月20日:法学博士の学位を授与せらる（東京帝国大学）（主論文は「議院法上ノ委員会制度」）
- 昭和21年（1946年）
  - 7月3日:願に依り貴族院議員を免ず[1]
- 昭和22年（1947年）
  - 11月6日:弁護士名簿登録（請求による）（東京弁護士会）
- 昭和25年（1950年）
  - 9月2日:弁護士名簿登録取消（請求による）
  - 10月13日:覚書該当者としての指定を特免する（公職追放解除）
  - 11月22日:全国選挙管理委員会予備委員に任命する
- 昭和28年（1953年）
  - 10月20日:正三位に叙する
  - 11月13日:特旨を以て位一級追陞せらる